# José de Resende Monteiro
José de Resende Monteiro, 2.º barão de Leopoldina, (Minas Gerais, c. 1810 — 10 de maio de 1888) foi um advogado e político brasileiro.
Foi deputado geral e senador do Império do Brasil de 1888 a 1888.